# Première circonscription de Woliso
La première circonscription de Woliso est une des 177 circonscriptions législatives de l'État fédéré Oromia, elle se situe dans la Zone Sud-ouest Shoa. Sa représentante actuelle est Genet Abate Gelelcho.